# Charles de Gaulle (R 91)
La Charles de Gaulle (R91) è l'unica portaerei della Marina francese attualmente in servizio, nonché la prima ed unica nave di superficie a propulsione nucleare costruita in Europa occidentale. Sostituisce la portaerei Clemenceau arrivata a fine carriera.
Doveva essere affiancata nel 2015 da una seconda portaerei della medesima classe, la PA 2 che doveva sostituire la Foch, come promesso dal presidente Sarkozy durante la campagna presidenziale del 2007, ma il progetto venne respinto. Parigi è la sua "città madrina" dal 9 ottobre 2001.
La nave prende il suo nome dal generale, statista e presidente della Repubblica francese Charles de Gaulle.

## Caratteristiche
La Charles de Gaulle, immatricolata R91, è di taglia più piccola in confronto alle portaerei statunitensi. Misura 261,5 metri di lunghezza, 64,36 metri di larghezza e 75 metri di altezza. Con un dislocamento di circa 42.500 tonnellate, può trasportare circa 1.950 persone a bordo, con l'aggiunta di 800 militari in trasporto truppe. La superficie del ponte di volo raggiunge i 12.000 m², mentre quella dell'hangar per aeromobili ammonta a 4.600 m². La Charles de Gaulle utilizza un sistema di catapulte a vapore CATOBAR (Catapult Assisted Take Off But Arrested Recovery) lunghe 75 metri, le stesse usate sulle portaerei statunitensi della classe Nimitz.
La Charles de Gaulle è dotata di una propulsione nucleare e può effettuare 648 miglia nautiche al giorno a tempo indeterminato. La portaerei può dunque navigare per 1.200 km in 24 ore a una velocità effettiva fino a 50 km/h, o 27 nodi, il che la rende la più lenta tra le imbarcazioni moderne della stessa categoria. La sua autonomia in viveri e carburante per gli aeromobili a bordo è limitata a 45 giorni, il che comporta l'obbligo di fare rifornimento in mare durante le missioni di lunga durata, dal momento che la sua propulsione nucleare le permetterebbe di rimanere diversi mesi in mare, fino a un anno. Il suo gruppo aereo è in grado di eseguire 100 voli al giorno per 7 giorni.
Nonostante i suoi limiti operativi e le piccole dimensioni rispetto alle superportaerei statunitensi, la sua efficacia è migliore di quanto sembri. Il sistema di stabilizzazione anti-sbandamento COGIT associato con il sistema di stabilizzazione del rollio SATRAP consente alla Charles de Gaulle di operare con degli aeromobili di 20 tonnellate con uno stato del mare a forza 5 e 6. La Clemenceau e la Foch erano studiate per l'utilizzo di aeromobili di 12 tonnellate con un mare forza 3-4.
Per raggiungere lo stesso livello di stabilità del bastimento, gli Stati Uniti costruiscono portaerei di tonnellaggio doppio e quindi, di conseguenza, possono imbarcare il doppio di aerei. Il Rafale F3 in dotazione alla Charles de Gaulle è progettato come un aereo multiruolo, il che consente ad entrambe le due flottiglie di Rafale (una sola fino al 2017, più una di Super-Étendard Modernisé) di eseguire gli stessi compiti delle quattro flottiglie di F18 Super Hornet delle portaerei degli Stati Uniti, che non hanno la capacità di effettuare operazioni aria-aria, aria-mare, aria-terra nel corso della stessa missione.

### Gruppo aereo

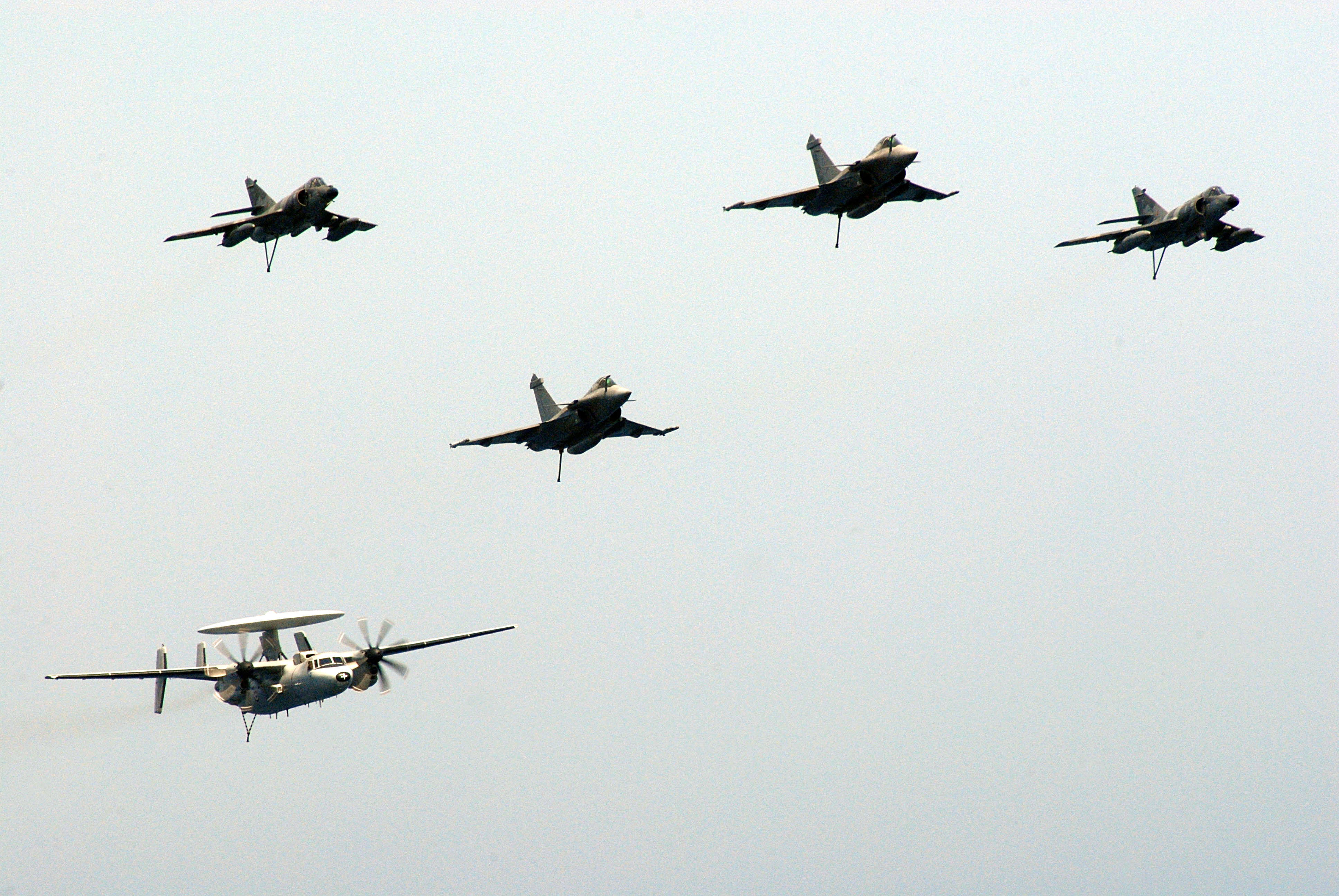
Due Rafale, due Super Étendard ed un E-2 Hawkeye della Charles-de-Gaulle (12 aprile 2007)

La componente del gruppo aereo varia a seconda della missione tra 28-35 aeromobili, tra cui:
- 24-28 Rafale M dal 2017;
- 8-16 Super-Étendard Modernisé fino a 2017;
- 2 aerei AEW E-2 Hawkeye;
- 5 elicotteri NH90 Caïman Marine o Dauphin.

La capacità massima aerea è di 100 voli al giorno per 7 giorni a "ponte massiccio" 20-24 aeromobili, rinnovabile ogni 4 ore, o a "ponte incatenato" da 4 a 8 aerei, tutti in un'ora e 30 circa. La Charles de Gaulle può catapultare un aereo ogni 30 secondi. Si noti che, poiché le catapulte avanti e laterali si estendono sulla pista obliqua, l'appontaggio e il decollo in contemporanea sono impossibili. La nave può trasportare 500 tonnellate di munizioni, e dunque meno delle ultime portaerei degli Stati Uniti (4.500 tonnellate per la Ronald Reagan), ma sufficienti a coprire tutte le missioni per diverse settimane senza ricorrere alla nave rifornimento del gruppo da battaglia di cui fa parte.

### Sistemi d'armi
La Charles de Gaulle ha una serie di sensori radar di sorveglianza a corto e medio raggio e di radar secondari. Le sue armi di autodifesa implementano delle contromisure elettroniche, ma anche missili terra-aria tra cui in particolare il SAAM (sistema d'arma antimissile) costituito da missili Aster-15.
Essa dispone della connessione di dati tattica Liaison 16. Partecipa alla rete come un centro di comando e controllo (piattaforma C2). Può in quanto tale, prendere il controllo dei caccia sul Groupe de Participation Liaison 16 CONTROL e assegnare loro diversi compiti; i caccia sono informati della situazione tattica ascoltando il Groupe de Participation Liaison 16 SURVEILLANCE.
La nave continua ad applicare la Liaison 11 perché molte piattaforme del suo gruppo aeronavale non dispongono che di questo collegamento di dati tattici.
Per consentire lo svolgimento di una singola immagine tattica ed operativa, la portaerei opera in configurazione multi-link (Link 11 più Link 16) a questo scopo, implementa una funzione di dataforwarding che permette lo scambio di dati tra le due connessioni di dati. Un collegamento satellitare (via Syracuse III) dovrebbe permettere di attuare in futuro la Liaison de Données Tactiques J-Over IP; già oggi la nave ha la capacità di attuare la JREAP-C, che le permette di trasmettere messaggi della serie-J confezionati sotto IP. Dispone delle strutture per accogliere una cellula JICO.
È importante notare che, implementando pienamente i principi definiti nel concetto di "guerra di rete" o NCW (Network Centric Warfare), le "piattaforme non-C2" (essenzialmente il Dassault Rafale), una volta assunti sotto controllo dopo il decollo, sono pienamente parte dei sistemi d'arma della portaerei, dove esse fungono come sensori e armi di SENIT 8.

### Elettronica
- Radar di sorveglianza aerea tridimensionale DRBJ-11B (banda S);
- Radar di sorveglianza aerea a distanza DRBV-26D (banda L; portata 370 km);
- Radar di sorveglianza aerea combinata superficie-aria a bassa altitudine DRBV-15C Sea Tiger Mk2 (banda S; portata aereo 100 km, missile 50 km);
- Radar di controllo del tiro ARABEL (banda X);
- 2 Radar di navigazione DRBN 34A Racal-Decca;
- Radar secondario o IFF
- Sorveglianza infrarossa Vampir DIBV-2;
- Richiamo anti-missile Sagaie;
- Richiamo anti-siluro SLAT;
- Sistema da guerra elettronica (Radar Detector ARBR ARBR-21 / 2 disturbatori radar ARBR-33 / Intercettore COMINT ARBG-2);
- Sistema di trasmissione via satellite Syracuse III;
- Sistema di combattimento SENIT 8 (Link 11, Link 16 e gateway di scambio tra questi due link di dati tattici).

## Storia

### Costruzione
La portaerei Charles de Gaulle sostituisce la Clemenceau, una portaerei a propulsione convenzionale, nel 2001. La Clemenceau e la sua gemella Foch furono armate rispettivamente nel 1961 e nel 1963 e disarmate rispettivamente nel 1988 e nel 2000; la necessità di una sostituzione era già stata individuata nel 1973.
La costruzione della Charles de Gaulle iniziò il 25 novembre 1987. La costruzione dello scafo fu iniziata nell'aprile del 1989 presso i cantieri navali della Direction des Constructions Navales di Brest. La portaerei è stata completata nel maggio 1994 e, con le sue 42.500 tonnellate, è stata la più grande nave da guerra lanciata nell'Europa occidentale dopo la britannica Ark Royal nel 1950.
La nave fu battezzata Richelieu nel 1986 in memoria del famoso politico francese Armand Jean du Plessis, duca e cardinale di Richelieu (una denominazione tradizionale per le grandi navi della Marina francese), ma è stata rinominata Charles de Gaulle l'anno successivo da parte dell'allora Primo ministro francese, il gollista Jacques Chirac.
La costruzione della Charles de Gaulle costò 3 miliardi di euro (20 miliardi di franchi), ovvero 2,2 miliardi di dollari USA; a titolo di paragone, la portaerei Ronald Reagan, che è entrata in servizio lo stesso anno, è costata 4,3 miliardi di dollari statunitensi.
La portaerei è entrata in servizio attivo il 18 maggio 2001 ed ufficialmente armata.

### Incidente di spionaggio
Nel 1993 un gruppo di agenti dell'MI6 britannico furono scoperti mentre, travestiti da ingegneri, ispezionavano lo scafo della nave in costruzione. Si crede che stessero studiando il metodo utilizzato dagli ingegneri francesi per schermare i reattori atomici.

### Prove e problemi tecnici
Le prime prove in mare della Charles de Gaulle nel gennaio 1999 evidenziarono la necessità di prolungare il ponte di volo obliquo per permettere l'appontaggio dei Grumman E-2 Hawkeye (24 metri di apertura alare) con maggiore sicurezza; in effetti, la portaerei era originariamente dimensionata per accogliere aerei più piccoli (15 metri di apertura alare) tipo Breguet Br.1050 Alizé o Dassault Rafale.
Nel corso dei lavori per gli studi finali e di costruzione, fu presa la decisione di mettere in conformità la protezione radiologica dei reattori con le ultime norme della Commission internationale de protection radiologique in vigore, rese applicabili nel frattempo. Questo richiese modifiche limitate delle protezioni radiologiche vicino ai reattori. Il 28 febbraio 2000, nel corso di una prova a un reattore nucleare, una combustione degli elementi protettivi radiologici vicina al reattore causarono l'emissione di fumo, rimasto contenuto dentro il recinto dei reattori. Per essere efficace il materiale - del legno compresso inzuppato di boro e di altri componenti, dunque sensibile alla temperatura - doveva essere posizionato vicino ai recinti caldi del reattore. Il suo posizionamento più preciso all'assemblaggio e il miglioramento della sua protezione termica risolsero il problema.
Il 16 settembre 2001, la stampa francese riportò che livelli di radioattività in gran parte anormali erano stati misurati a bordo della Charles de Gaulle. Questo annuncio è probabilmente dovuto ad un errore di interpretazione dei mass media.
Durante la notte del 9 novembre 2000, mentre la portaerei incrociava nell'Atlantico occidentale verso Norfolk, l'elica di sinistra si ruppe e la nave dovette tornare a Tolone per sostituire l'elemento difettoso. L'indagine che seguì mise in evidenza che le eliche date in sostituzione comportavano gli stessi difetti di struttura: bolle (che si verificano in occasione del raffreddamento del metallo colato nello stampo) vicino al centro delle eliche (fatto da un unico pezzo in una lega di rame e alluminio); questo difetto fu imputato al fornitore Atlantic Industries, che aveva fatto tagli al personale più esperto. Sono state utilizzate, per sostituirle, le eliche meno perfezionate della Foch e della Clemenceau, cosa che ha limitato la velocità massima a 25 nodi invece dei 27 nodi previsti. Il 5 marzo 2001 la Charles de Gaulle riprese il mare, e in prova realizzò velocità massime a 25,2 nodi. Le vecchie eliche sono state sostituite a fine maggio 2008 da due eliche realizzate dalla Rolls-Royce Marine Power Operations da 20 tonnellate e di 6 metri di diametro, fabbricate negli Stati Uniti; ciò permette di accogliere a bordo i Rafale M, il cui appontaggio in una situazione difficile richiede una portaerei che navighi a 27 nodi.
Tra luglio e ottobre 2001, la Charles de Gaulle dovette essere messa in cantiere a causa di rumore di 100 dB registrato vicino all'elica di dritta, che rendeva inabitabile la poppa.

### Servizio attivo - Avvenimenti noti
In data 11 ottobre 2001, la fregata Cassard, quattro aerei AWACS e la Charles de Gaulle parteciparono ad una prova di Liaison 16 (il nuovo standard di connessione della NATO). La rete consente il monitoraggio in tempo reale dello spazio aereo a sud dell'Inghilterra fino al Mar Mediterraneo. I dati raccolti furono anche trasmessi in tempo reale alla fregata gemella Jean Bart attraverso il vecchio sistema di Liaison 11.
Il 21 novembre 2001, la Francia decise di inviare la Charles de Gaulle nell'Oceano Indiano a sostegno delle operazioni NATO in Afghanistan. La Task Force 473, con 2.900 uomini sotto il comando del contrammiraglio François Cluzel, salpò il 1º dicembre; la task force comprendeva la portaerei nucleare Charles de Gaulle, le fregate La Motte-Picquet, Jean de Vienne e Jean Bart, il sottomarino d'attacco nucleare Rubis, la nave cisterna Meuse e l'aviso Commandant Ducuing. La forza aerea comprendeva 16 Super Étendard, un E-2C Hawkeye, due Rafale e molti elicotteri.
Il 17 dicembre 2001, la Task Force 473 fu integrata in una forza internazionale, accanto ai gruppi navali statunitensi della Theodore Roosevelt e della John C. Stennis e italiano della Giuseppe Garibaldi. La forza includeva oltre un centinaio di navi, francesi, statunitensi, canadesi, britanniche, tedesche, italiane, olandesi, australiane, spagnole e giapponesi sotto un comando centralizzato inter-alleato in Bahrein.
I Super Étendard eseguirono le loro prime missioni in Afghanistan il 19 dicembre, effettuando operazioni di ricognizione e di bombardamento e coprendo oltre 3.000 chilometri. In totale, effettuarono 140 missioni, 12 al giorno in medi.
Il 18 febbraio 2002, un satellite di osservazione Helios avvistò attività anomale vicino a Gardez. Il giorno successivo, dopo che i membri delle forze speciali degli Stati Uniti nella regione ebbero confermato queste osservazioni, la Charles de Gaulle lanciò due Super Étendard in ricognizione. Il 20 le forze britanniche e americane entrano nella valle, e il 2 marzo ebbe inizio l'Operazione Anaconda.

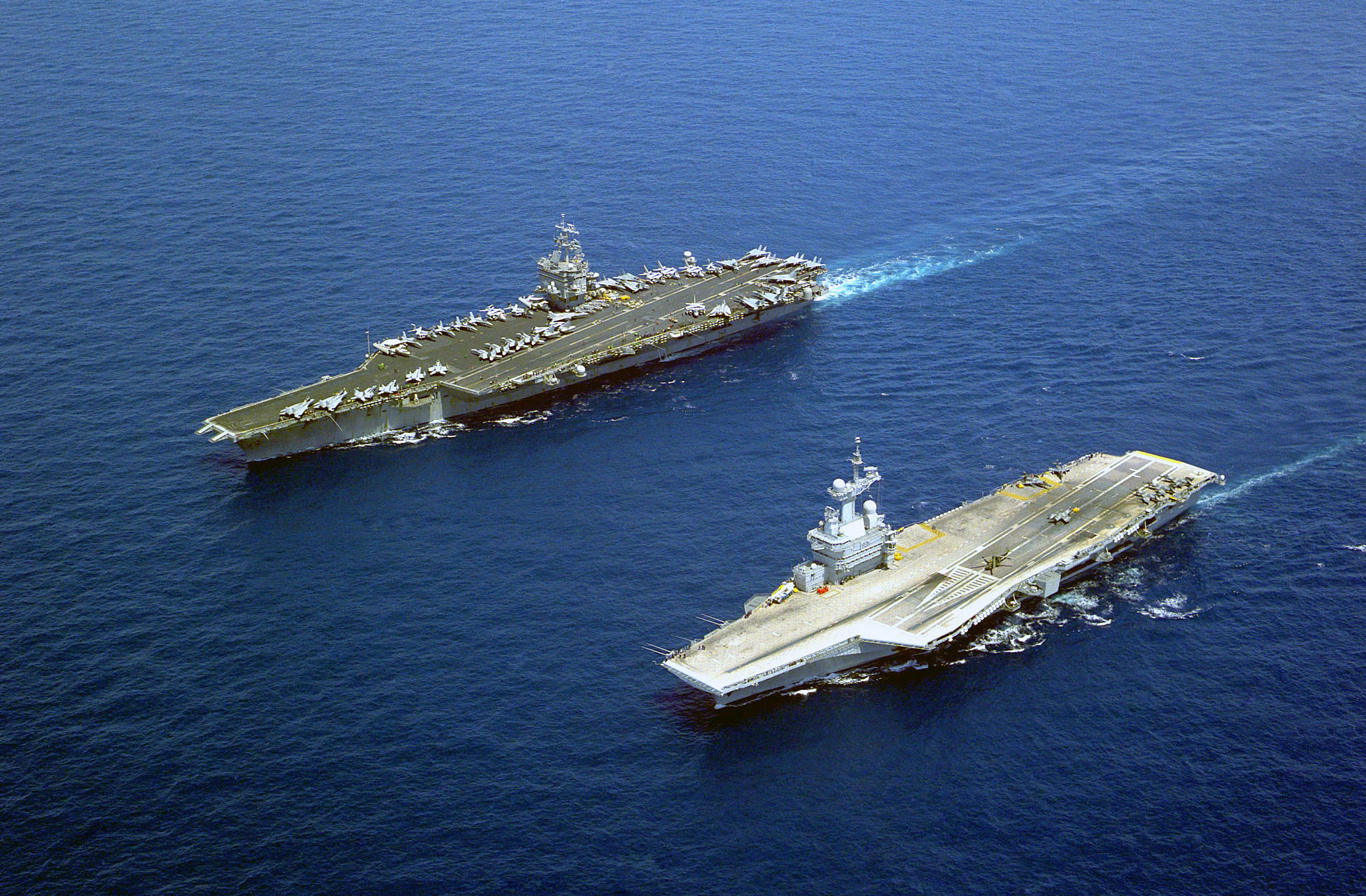
La Charles-de-Gaulle (a destra) e l', le prime portaerei a propulsione nucleare

Nel marzo, dei Super Étendard e sei Mirage 2000 si fecero carico di attacchi aerei contro obiettivi di Al Qaeda; alcuni obiettivi proposti dalle forze statunitensi furono rifiutati, per paura di colpire civili. Tuttavia, il presidente degli Stati Uniti George W. Bush elogiò l'impegno della Francia. A quel tempo, la forza aerea francese era stata aumentata a 16 Super Étendard, 6 Mirage 2000D, 5 Rafale, due aerocisterne KC-135 e due Hawkeye. Da febbraio, la Charles de Gaulle e la John C. Stennis effettuarono decolli e appontaggi incrociati a rafforzare i legami tra gli alleati. Il 2 maggio, la Charles de Gaulle arrivò a Singapore per una sosta, ripartendo verso l'Oman il 18.
Nel febbraio 2017, dopo quindici anni di servizio, la nave entrò nel bacino di carenaggio di Tolone per interventi di manutenzione che si conclusero negli ultimi mesi del 2018, al fine di estendere la vita operativa della nave di circa 20 anni. Durante questi lavori furono implementati i sistemi di combattimento e venne completato il passaggio ad una linea di volo composta solamente da Rafale.

## Lista dei comandanti
- 1º febbraio 1997 - 29 agosto 1999: capitaine de vaisseau Richard Willmot-Roussel
- 29 agosto 1999 - 1º agosto 2001: capitaine de vaisseau Édouard Guillaud
- 1º agosto 2001 - 1º agosto 2003: capitaine de vaisseau Richard Laborde
- 1º agosto 2003 - 5 agosto 2005: capitaine de vaisseau Xavier Magne
- 5 agosto 2005 - 29 giugno 2007: capitaine de vaisseau Denis Béraud
- 29 giugno 2007 - 3 luglio 2009: capitaine de vaisseau Stéphane Boivin
- 3 luglio 2009 -... : capitaine de vaisseau Jean-Philippe Rolland

## Galleria d'immagini

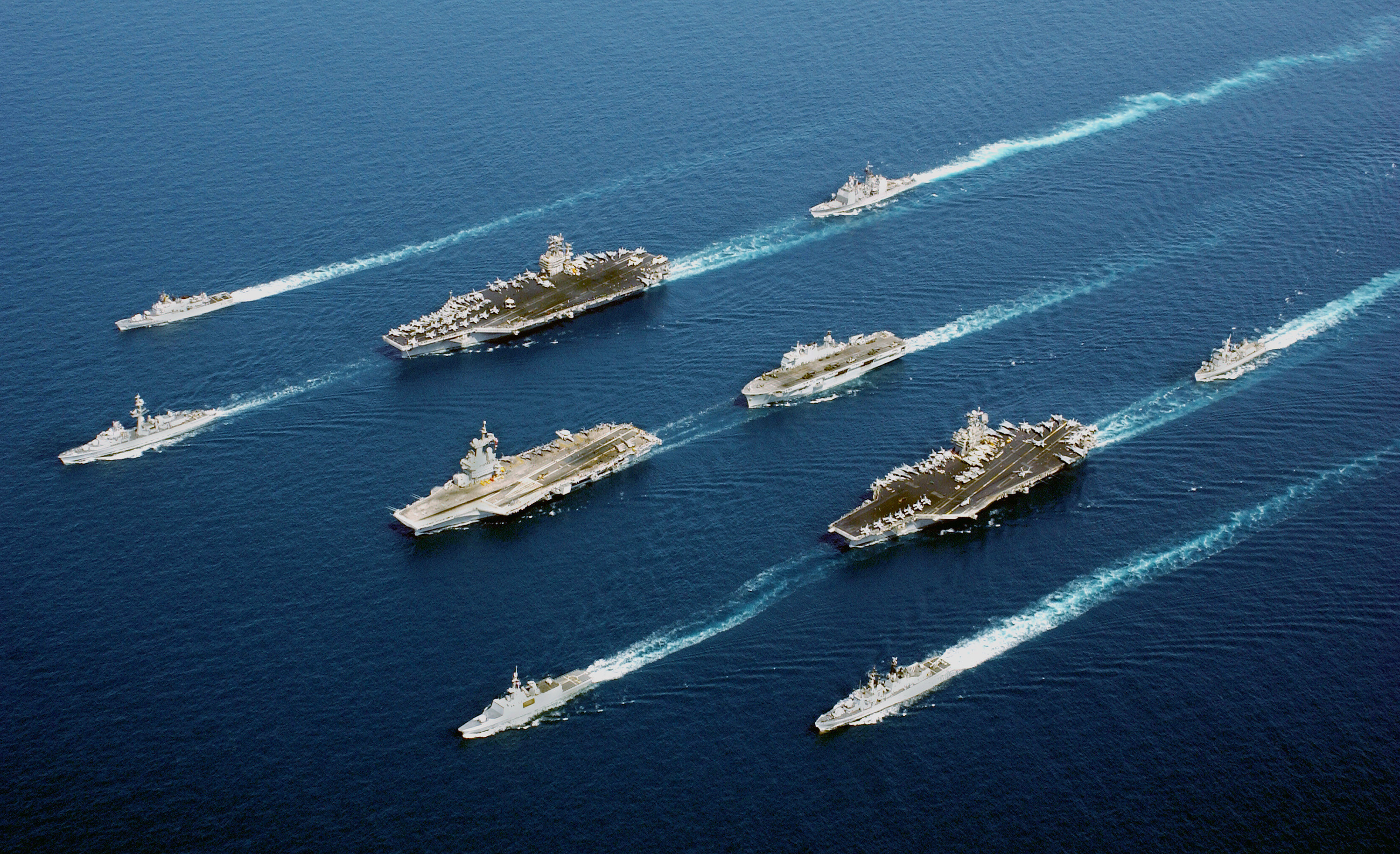
La Charles De Gaulle nell'Operazione Enduring Freedom nel 2002
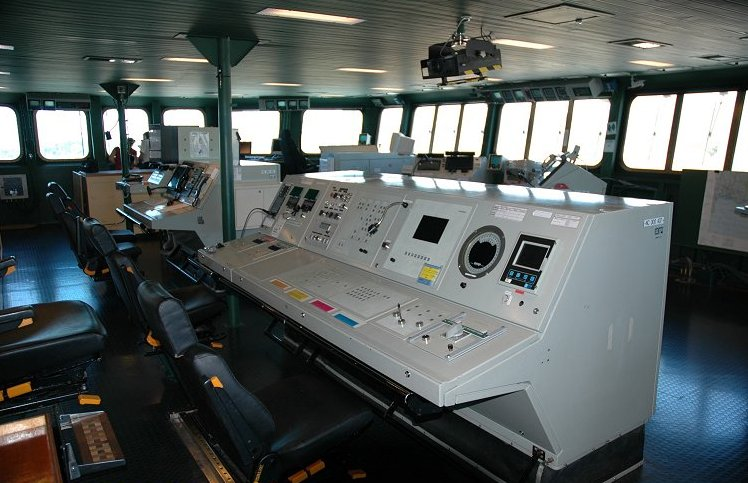
Il ponte di comando della Charles de Gaulle nel 2004
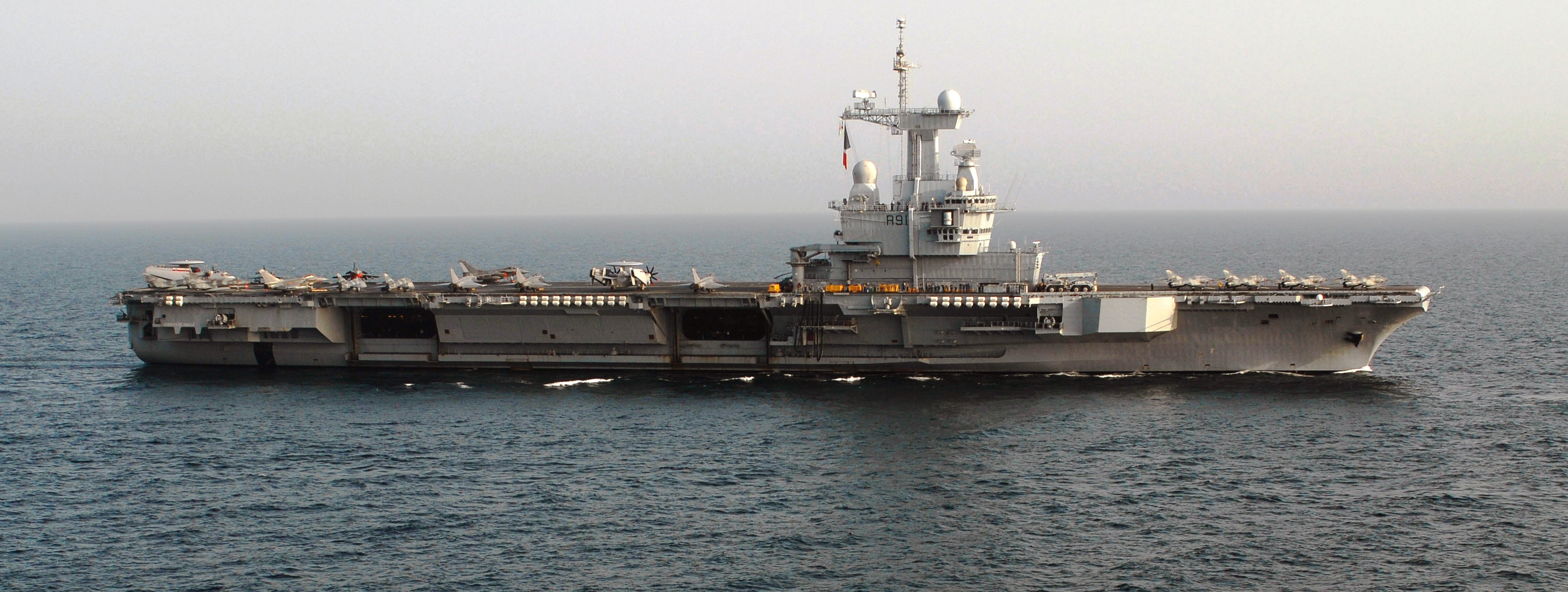
La Charles de Gaulle in navigazione nel 2007
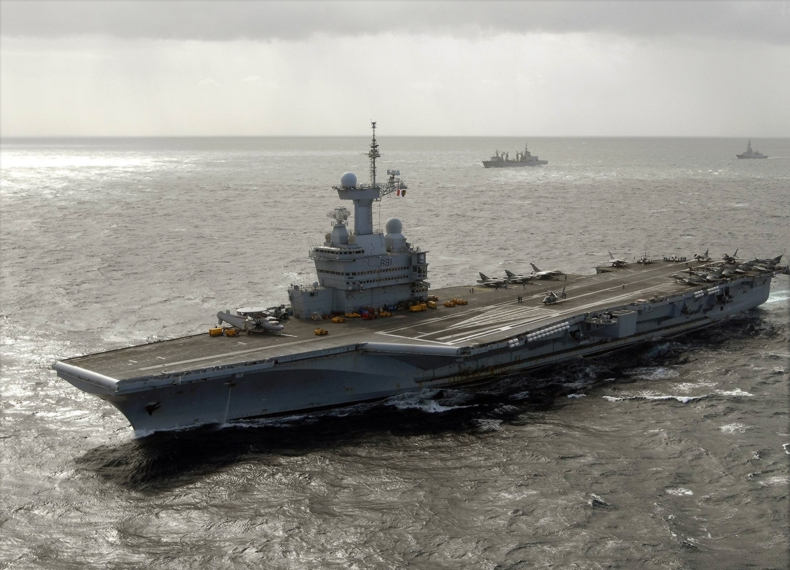
La Charles de Gaulle in navigazione nel 2009 (vista anteriore)
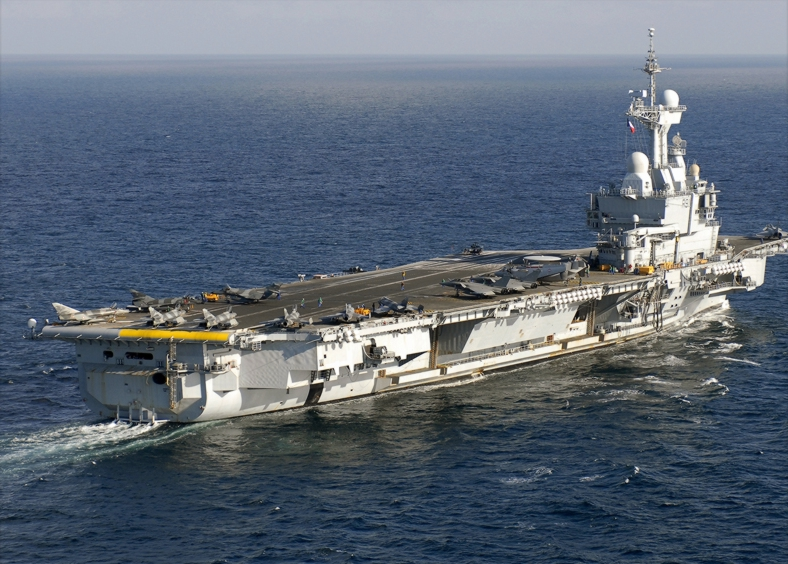
La Charles de Gaulle in navigazione nel 2009 (vista posteriore)